# 米氏似刀鯰
米氏似刀鯰，為輻鰭魚綱鯰形目北非鯰科的其中一種，被IUCN列為瀕危保育類動物，分布於亞洲印度的淡水流域，體長可達90公分，棲息在底層水域，屬肉食性，生活習性不明，可作為觀賞魚。

## 擴展閱讀
維基物種上的相關：米氏似刀鯰